# Louis Spach
Pour les articles homonymes, voir Spach.
Louis Adolphe Spach, né à Strasbourg le 27 septembre 1800 et décédé dans la même ville le 16 octobre 1879, est un pédagogue, archiviste et écrivain alsacien. Il fut également Secrétaire général de l'Église luthérienne.

## Biographie
Il fut d'abord précepteur puis, nommé archiviste départemental en 1840, il organisa et développa pendant 39 ans les archives départementales du Bas-Rhin.
Il fut en 1840 chef de cabinet du préfet Louis Sers. Plus tard en association avec le préfet Stanislas Migneret, il contribua à la création de la Société pour la conservation des monuments historiques d'Alsace, dont il devint le premier président en 1855.
Il est l'auteur de nombreuses publications érudites.
Louis Adolphe et son frère cadet Frédéric Gustave Spach (1809-1895) sont inhumés au cimetière Saint-Gall de Strasbourg.

## Hommages
Les Archives départementales du Bas-Rhin abritent son buste, réalisé par Philippe Grass.

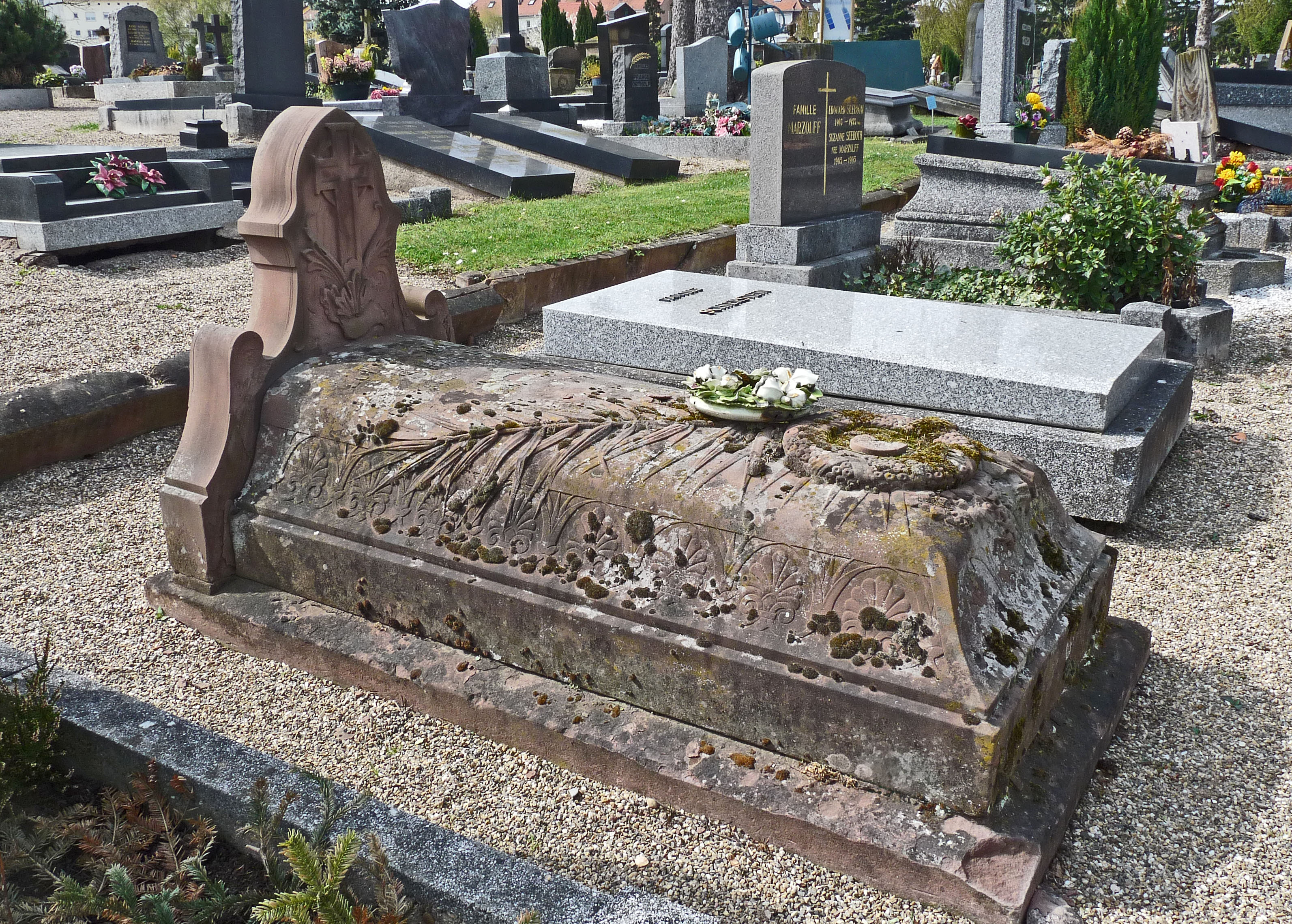
Tombe de Louis et Gustave Spach au cimetière Saint-Gall de Strasbourg

## Écrits
- Louis Spach, La ville et l'université de Strasbourg en 1770, Strasbourg, 1843, 16 p. (présentation en ligne)
- Louis Spach, Histoire de la Basse Alsace et de la ville de Strasbourg, Strasbourg, Veuve Berger-Levrault et fils, 1858, 16 p. (présentation en ligne)
- Louis Spach, Mélanges d'histoire alsatique, Strasbourg, Veuve Berger-Levrault et fils, 1867, 619 p. (lire en ligne)
- Louis Spach, Mélanges d'histoire et de critique littéraire, Strasbourg, G.Silbermann, 1864, 276 p. (lire en ligne)
- Louis Spach, Litterature : poètes allemands du moyen age et litterature allemande moderne, Strasbourg, Veuve Berger-Levrault et fils, 1870, 615 p. (lire en ligne)
- Louis Spach, M. Louis Sers, préfet du Bas-Rhin : notice biographique, Strasbourg, impr. de G. Silbermann, 1865, 68 p. (lire en ligne)
- Louis Spach, Adrien comte de Lezay-Marnésia, préfet du Bas-Rhin : notice biographique, Strasbourg, impr. Hüder, 1854, 88 p. (lire en ligne)
- Louis Spach, Frédéric de Dietrich, premier maire de Strasbourg, Strasbourg, Veuve Berger-Levrault et fils, 1857, 141 p. (lire en ligne)
- Louis Spach, Dominique Dietrich, ammeistre de Strasbourg, Strasbourg, Veuve Berger-Levrault et fils, 1857, 66 p. (lire en ligne)
- Louis Spach, Oberlin: pasteur du Ban-de-la-Roche, Strasbourg, Veuve Berger-Levrault et fils, 1866, 244 p. (lire en ligne)